# Lébény
Lébény là một làng thuộc hạt Győr-Moson-Sopron, Hungary. Làng này có diện tích 81,37 km², dân số năm 2010 là 3223 người, mật độ 40 người/km².